# Kuami Agboh
Kuami Agboh, né le 28 décembre 1977 à Tsévié au Togo, est un footballeur international togolais, possédant également la nationalité française. Il évolue au poste de milieu défensif de la fin des années 1990 à la fin des années 2000.
Formé à l'AJ Auxerre, il joue ensuite au Grenoble Foot, au KSK Beveren et au MyPa 47.
Vainqueur du Championnat d'Europe de football des moins de 19 ans en 1996 avec l'équipe de France des moins de 19 ans, il dispute la Coupe du monde 2006 avec l'équipe du Togo.

## Biographie
Kuami Agboh commence le football dans le club de sa ville, le Blois U.S.. Repéré par les recruteurs de l'AJ Auxerre, il entre au centre de formation du club en 1992. Sélectionné en équipe de France des moins de 19 ans, il remporte en 1996 le Championnat d'Europe des moins de 19 ans. La saison suivante, il gagne le Tournoi de Toulon avec l'équipe de France des moins de 20 ans en battant le Portugal sur le score de deux buts à un après prolongation.
Il débute en équipe première de l'AJ Auxerre lors de la saison 1997-1998. Il joue huit matchs et est titulaire lors du match retour du quart de finale de la Coupe de l'UEFA disputé face à la Lazio Rome et terminé sur le score de deux buts partout. Il participe ensuite à la Coupe du monde des moins de 20 ans. La France s'incline en quart de finale contre l'Uruguay aux tirs au but. En club, il s'impose progressivement comme milieu défensif dans l'équipe première et joue vingt-quatre matchs en 1998-1999 puis vingt-six en 1999-2000. En 2001-2002, il se blesse gravement aux ligaments lors de la première journée du Championnat contre le Stade rennais et ne joue plus de la saison. À son retour dans l'équipe la saison suivante, il est victime de la concurrence avec Amdy Faye et Lionel Mathis et ne participe qu'à deux rencontres de championnat. Il ne participe pas non plus au succès auxerrois en Coupe de France. Le 19 avril 2003, au cours de la rencontre opposant son club au havre AC lors de la 34e journée de Ligue 1, il blesse involontairement l'arbitre du match, M. Lhermite, opéré par la suite d'une double fracture tibia-péroné. Deux jours plus tard, Agboh se rend à Paris à son chevet et lui remet un maillot de l'AJA. Pour ce geste, il est désigné joueur le plus fair-play de la Ligue 1 pour le mois d'avril 2003 par le Conseil National de l'Éthique (CNE).
Kuami Agboh est transféré en 2003-2004 au Grenoble Foot 38, club de Ligue 2, où il joue vingt-quatre matchs et inscrit un but. Il quitte le club la saison suivante et effectue des essais non concluants au Viking Stavanger, au Karlsruher SC et au Stade brestois en novembre. Après une saison sans club, il retourne en tant qu'amateur à l'AJ Auxerre et joue avec la réserve en CFA.
En janvier 2006 en football, il signe pour six mois avec le KSK Beveren en Jupiler League. La même saison, il participe à la Coupe du monde de football 2006. Il n'y joue qu'un match, contre la Suisse. Il bénéficie de la mise en application d'une règle édictée par la FIFA en 2005 permettant aux joueurs ayant évolué dans les catégories jeunes d'un pays d'être sélectionnés dans l'équipe A d'un autre. Il ne joue qu'un match de la compétition contre la Suisse.
En décembre 2006, il rejoint le MyPa 47, club finlandais, où il joue deux saisons,.
Il prend sa retraite de footballeur professionnel à la fin de la saison finlandaise et revient à Auxerre. Il continue à jouer en Division d'honneur au Stade auxerrois et devient éducateur sportif à la mairie d'Auxerre.
En 2013, après plusieurs saisons au Stade auxerrois, dont quatre comme entraîneur, il redevient joueur avec l'équipe d'Appoigny.

## Palmarès
Kuami Agboh remporte le Championnat d'Europe de football des moins de 19 ans en 1996 avec l'équipe de France des moins de 19 ans. Il est également vainqueur du Tournoi de Toulon en 1997 avec l'équipe de France espoirs. Il reçoit en avril 2003 le Challenge UNFP du joueur le plus fair-play.
Il compte six sélections avec le Togo et dispute la Coupe du monde 2006.

## Statistiques
Le tableau ci-dessous retrace la carrière professionnelle de Kuami Agboh,,.
| Saison      | Club          | Pays               | Championnat       | Coupes nationales | Coupes d’Europe        | Sélection Togo |
| ----------- | ------------- | ------------------ | ----------------- | ----------------- | ---------------------- | -------------- |
| 1997 - 1998 | AJ Auxerre    | Division 1         | 8 matchs          | 1 match           | 1 + 2 matchs (CI + C3) | -              |
| 1998 - 1999 | AJ Auxerre    | Division 1         | 24 matchs         | 3 matchs          | 1 match (CI)           | -              |
| 1999 - 2000 | AJ Auxerre    | Division 1         | 26 matchs         | 1 match           | -                      | -              |
| 2000 - 2001 | AJ Auxerre    | Division 1         | 17 matchs         | 2 matchs          | 8 matchs (CI)          | -              |
| 2001 - 2002 | AJ Auxerre    | Division 1         | 1 match           | -                 | -                      | -              |
| 2002 - 2003 | AJ Auxerre    | Ligue 1            | 2 matchs          | -                 | -                      | -              |
| 2003 - 2004 | Grenoble Foot | Ligue 2            | 28 matchs / 1 but | 2 matchs          | -                      | -              |
| 2004 - 2005 | Sans club     |                    | -                 | -                 | -                      | 2 matchs       |
| 2005 - 2006 | AJ Auxerre    | Ligue 1            | -                 | -                 | -                      | 2 matchs       |
| 2005 - 2006 | KSK Beveren   | Jupiler Pro League | 9 matchs / 1 but  | -                 | -                      | 2 matchs       |
| 2007        | MyPa 47       | Veikkausliiga      | 19 matchs         | -                 | 3 matchs C3            | -              |
| 2008        | MyPa 47       | Veikkausliiga      | 6 matchs          | -                 | -                      | -              |

Dernière mise à jour le 8 mars 2010